# 项氏宗祠
项氏宗祠，又称惇叙堂，位于中国浙江省宁波市北仑区柴桥街道后所村城南项家，清朝宗祠，建于乾隆五十六年（1791年），建筑坐北朝南偏东，由正厅、侧屋组成，正厅东梢间保存有“锡畴令范”木匾，2009年6月公布为北仑区文物保护单位。